# Marijke Kolk
Marijke Kolk (1971) is een Nederlands journalist, bladenmaker en auteur.
Kolk studeerde journalistiek (studierichting Tijdschriften) aan de School voor Journalistiek (Hogeschool Utrecht) en volgde de masteropleiding International Journalism aan de City University, Londen.
Vanaf 1995 was Kolk actief als freelance journalist en coördinator voor o.a. Marie Claire, One, Beau Monde, Rails, CJP Magazine en het Nederlandse katern van de Belgische Flair. In 2001 ontwikkelde ze samen met Rob van Vuure het concept voor de Nederlandse Flair, waarvan ze tot 2005 (adjunct) hoofdredacteur was. In de daaropvolgende jaren was ze hoofdredacteur van Yes en interim hoofdredacteur van Fancy en Hitkrant.
Sinds 2007 produceert Kolk, onder andere via haar bedrijf Kolk & Geense, magazines en specials voor diverse opdrachtgevers en schrijft interviews en reportages (veelal over psychologische onderwerpen) voor o.a. Zin, Volkskrant Magazine en Margriet. Ook had ze een column over pleegzorg in AD Magazine.
Vanaf 2008 is ze als docent verbonden aan de Hogeschool Utrecht, faculteit Communicatie en Journalistiek. Sinds 2019 is ze columnist van Trajectum, journalistiek platform van Hogeschool Utrecht.
In 2015 verscheen haar boek Waterkind, gevolgd door Blootgelegd (2019) en Zwerkbal & ander quarantaineleed (2020).